# Мутеба Муанза, Морис Педро
Мори́с Педро́ Мутеба́ Мванза́ (фр. Maurice Pedro Muteba Mwanza; 29 сентября 1980) — конголезский футболист, полузащитник.

## Карьера
Мванза начал карьеру в 1998 году в клубе высшей лиги чемпионата Республики Конго «Иманадсмб». На следующий год он перешёл в стан одного из лидеров футбола Конго, клуб «Вита» (Киншаса), где провёл 2 года. В 2001 году Мванза уехал в Россию, в клуб «Анжи», став первым футболистом из этой страны в чемпионате России. За основной состав «Анжи» Мванза сыграл только 1 матч, а также 15 матчей (1 гол) в составе дублирующего состава махачкалинцев. По окончании сезона он покинул клуб и уехал в Белоруссию, где играл за могилёвское «Торпедо».
В 2004 году Мванза перешёл в азербайджанский клуб МКТ-Араз. В 2006 году Мванза покинул АРАЗ и перешёл в стан клуба «Олимпик» из Баку, где сыграл 14 матчей и забил 2 гола. С 2007 по 2012 годы конголезец выступаел за клуб Северного Кипра «Татлысу Халк Оджагы».